# フジフーズ
フジフーズ株式会社は、千葉県千葉市美浜区の幕張新都心に本社を置く、食品加工会社である。主にセブン-イレブンに納入するおにぎり・サンドイッチ・弁当などを製造しており、日産200万食の生産能力をもつ。

## 概要
社名変更前は、富士食品の社名より「パントリーフジ」の愛称が用いられていた。
自社ブランドで直接販売していないが、生産能力は日産100万食以上にも及び、東日本地区のセブン-イレブンで販売されている弁当やサンドイッチ、おにぎりなどの多くは、当社で生産されている（表示ラベルで確認可能）。

## 沿革
- 1963年11月 - 有限会社冨士食品設立。
- 1970年3月 - 株式会社冨士食品に改組。
- 1992年8月 - 現社名に変更。
- 1993年12月 - 株式を店頭公開（現在のJASDAQ）。
- 2010年 - MBOにより、上場廃止。
- 2017年4月 - 本社を船橋市から千葉市美浜区に移転。

## 所在地
- 本社 - 千葉県千葉市美浜区
- 千葉工場 - 千葉県習志野市
- 船橋第2工場 - 千葉県船橋市
- 船橋第3工場 - 千葉県船橋市（高瀬町旧エスフーズの工場跡）
- 仙台工場 - 宮城県名取市
- 神奈川工場 - 神奈川県大和市
- 袖ヶ浦工場 - 千葉県袖ケ浦市
- 水戸工場 - 茨城県笠間市
- 福島工場 - 福島県須賀川市
- 横浜工場 - 神奈川県横浜市
- ベーカリー仙台工場 - 宮城県名取市
- 名古屋工場 - 愛知県一宮市
- 秋田工場 - 秋田県秋田市
- 岩手工場 - 岩手県北上市（2019年10月、ヒガシヤデリカより譲渡）

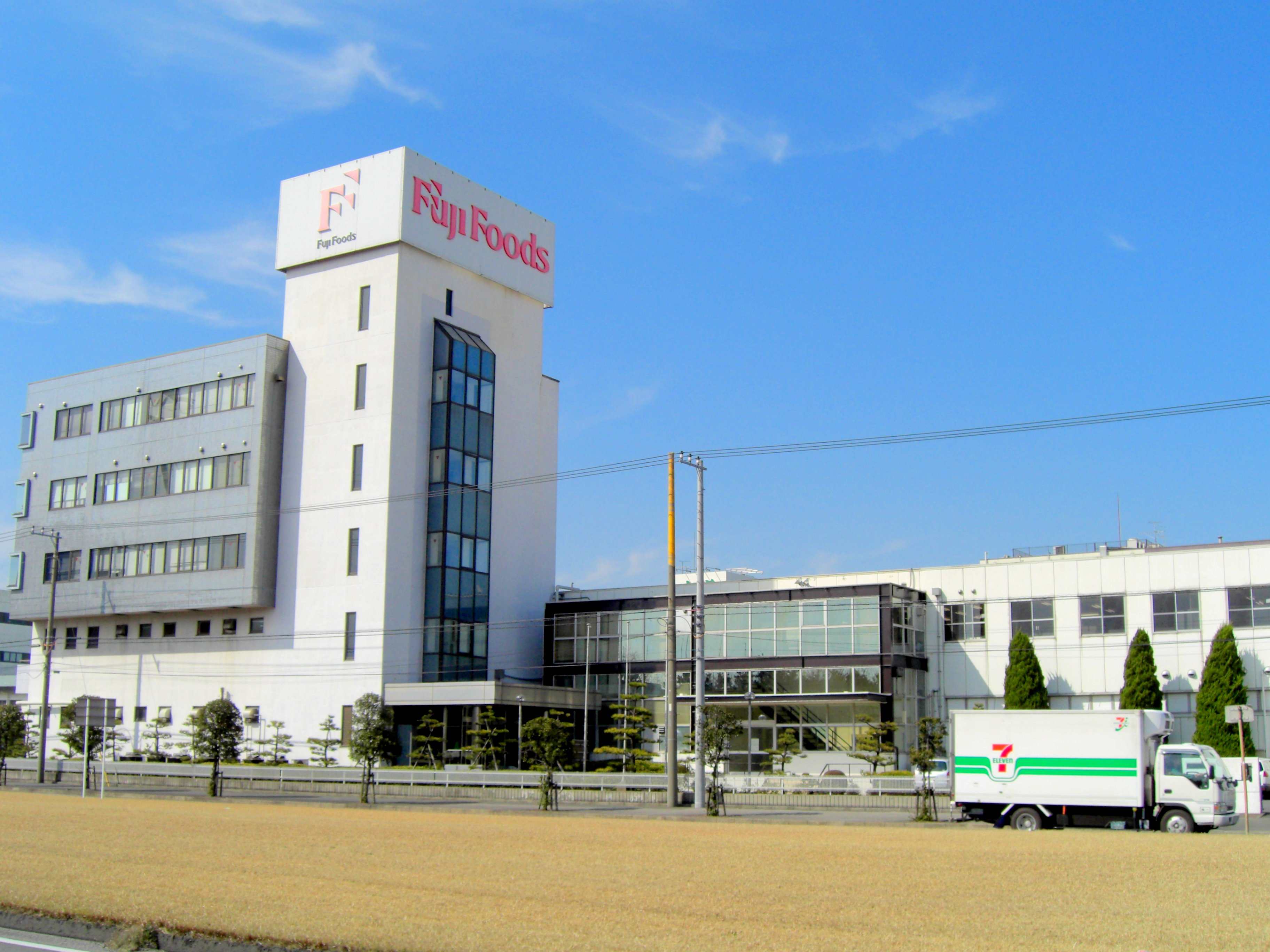
船橋第一工場（旧本社）とセブン-イレブン配送車

## 関連会社
- フジフードサービス
- デイリートランスポート

## CM
1970年代に生産・営業拠点があった仙台地区に限って放送されていた。地元のバンドである八木山合奏団が作詞・作曲と演奏を行った。2007年発売のCD「懐かしの仙台CM大百科」に収録されており、聞くことができる。